# Batman of the Future – Der Joker kommt zurück
Batman of the Future – Der Joker kommt zurück (engl. Batman Beyond: Return of the Joker) ist ein direkt für den Video- und DVD-Markt produzierter Zeichentrickfilm aus dem Jahr 2000, der auf der Zeichentrickserie Batman of the Future basiert.

## Handlung
Eine Gruppe der „Jokerz“ dringt in ein Labor von Wayne-Industries ein und versucht eine Reihe High-Tech-Geräten zu stehlen, was von Batman verhindert werden kann. Die Bande flüchtet zurück in ihr Versteck, wo ihr Boss, ein geheimnisvoller Mann mit lila Anzug, bleichem Gesicht und einem hämischen Grinsen, bereits auf sie wartet.
Während der Galaparty, bei der der achtzigjährige Bruce Wayne offiziell in den Vorstand seines Familienunternehmens zurückkehren soll, platzt der mysteriöse Clown dazwischen und stellt sich, zu Waynes größtem Schrecken, als der wahre Joker vor. Terry McGinnis kann allerdings, als Batman, dazwischen kommen und verhindern, dass einer der Partygäste ernstlich verletzt wird.
Später, in der Bat-Höhle versucht Terry aus dem alten Wayne herauszubekommen, wie es möglich ist, dass der Joker wieder da ist und um keinen Tag gealtert. Bruce erwidert, es sei unmöglich, da der wirkliche Joker bereits vor Jahren gestorben sei und er selbst Zeuge war, schweigt sich aber über weitere Details beharrlich aus. Er geht sogar noch weiter und verlangt, dass Terry den Batman-Anzug zurückgibt, was in einer Auseinandersetzung endet und Terry verlässt verbittert das Haus.
Kurz nachdem der junge Mann gegangen ist, platzt der Joker in die Höhle, anscheinend weiß er über die frühere Doppelidentität von Bruce Bescheid. Er zwingt den alten Mann in seinen Stuhl und beugt sich lachend über ihn. Gleichzeitig wird Terry, der zusammen mit seiner Freundin Dana einen gemeinsamen Abend in der Disco verbringen wollte, von der Jokerz-Bande attackiert.
Nachdem er sie erfolgreich abgewehrt hat, sucht er noch einmal Bruce auf und findet die gesamte Bat-Höhle zerstört und Wayne mit Jokers Serum vergiftet vor. Er versorgt den alten Mann mit einem Gegengift und ruft Commissioner Barbara Gordon, das ehemalige Batgirl, zu Hilfe. Auf Terrys Drängen hin erzählt sie, was damals passiert ist und enthüllt die grausamen Umstände, unter denen sie ihren letzten Kampf gegen den Joker führen mussten. Damals hatte er Tim Drake alias Robin entführt, ihn mit Chemikalien gefoltert und mit einer Gehirnwäsche dazu gebracht ihm alles über Batmans wirkliche Identität zu erzählen.
Der große Showdown fand in den Ruinen der inzwischen geschlossenen Irrenanstalt Arkham Asylum statt. Der Joker und Harley Quinn hatten sich dort häuslich eingerichtet und Robin „als Sohn adoptiert“. Nachdem der Clownprinz des Verbrechens Batman Videoaufnahmen von den Folterungen vorspielte, gab es für ihn kein Halten mehr. Er war bereit seinen Widersacher zu ermorden, wurde jedoch von diesem schwer verwundet. Robin sollte ihn nun erschießen, tötete stattdessen jedoch den Joker. Harley Quinn kam im Laufe des Gefechtes mit Barbara scheinbar ebenfalls ums Leben, indem sie in einen tiefen Abgrund stürzte und nie wieder gesehen wurde.
Mit diesem Geheimnis leben die Beteiligten, besonders der erwachsen gewordene und nun als Kommunikations-Ingenieur arbeitende Tim Drake, seither unter den Spuren der Vergangenheit. Als Batman ihn aufsucht erklärt er, wie sehr ihm in der Zwischenzeit die Erinnerung an sein Heldendasein verhasst ist.
Inzwischen hat der einigermaßen genesene Bruce den Plan des Jokers analysiert. Offenbar plant der Wahnsinnige mithilfe des gestohlenen Technik-Equipments, eine Anlage zu bauen, mit der man die im Orbit befindlichen, mit Laserkanonen bewaffneten, Militärsatelliten kontrollieren kann. Terry verdächtigt nun Tim Drake, da dessen technisches Knowhow und seine Verbitterung ausreichen könnte, um selbst hinter diesem neuen Joker zu stecken.
Als er diesen kurz darauf zur Rede stellt, stellt sich heraus, dass Drake sich wahrhaftig hinter dem neuen Joker verbirgt, aber anders als McGinnis dachte. Tim Drake verkleidet sich nicht einfach nur, er mutiert vor Batmans Augen förmlich zum Joker, da dieser ihm damals, als er ihn entführte und an ihm seine Experimente durchführte, einen Mikrochip implantiert hat, in dem seine DNS-Sequenzen gespeichert sind und nun nach und nach den Umwandlungsprozess einleiten.
Nach einem letzten großen Kampf kann der neue Batman den Mikrochip am Hals des Jokers zerstören, wodurch der Harlekin des Hasses endgültig vernichtet wird und Tim Drake die Kontrolle über seinen Körper zurück erlangt.
Am Ende versöhnen sich Bruce und Tim, deren Wege sich damals im Streit getrennt haben, und die greise Harley Quinn holt schimpfend und zeternd ihre Enkelinnen, die weiblichen Mitglieder der Jokerz, die Dee Dee-Zwillinge gegen Kaution aus dem Gefängnis.

## Produktion und Veröffentlichung
Der Film wurde unter der Regie von Curt Geda bei Warner Bros. Animation produziert. Das Drehbuch schrieben Paul Dini und Bruce W. Timm; als Produzenten waren Alan Burnett und Paul Dini verantwortlich. Die künstlerische Leitung lag bei Makoto Shiraishi und den Schnitt übernahm Kristopher Carter. Manche Szenen, speziell die Rückblende vom Tod des Jokers, wurden aufgrund des hohen Gewaltfaktors umgearbeitet. So wird der Joker nicht mehr vom vierzehnjährigen Robin erschossen, sondern stirbt durch Selbstverschulden an einen Stromschlag, was nur aus dem Off zu hören ist.
Premiere des Films war am 12. Dezember 2000 in den USA in der gekürzten Fassung. Diese kam am 26. März 2001 auch nach Großbritannien. Die drei Minuten längere, unbearbeitete Fassung war ab dem 23. April 2002 in den USA zu sehen. Warner vertrieb den Film auch international auf Video, sodass er 2001 in der nachbearbeiteten Fassung auf Deutsch auf DVD erschien. Außerdem gab es Fernsehausstrahlungen in Schweden und Kanada.

## Synchronisation
| Figur                       | Englische Stimme  | Deutsche Stimme                         |
| --------------------------- | ----------------- | --------------------------------------- |
| Batman / Terry McGinnis     | Will Friedle      | Christian Stark                         |
| Batman / Bruce Wayne        | Kevin Conroy      | Eberhard Haar                           |
| Commissioner Barbara Gordon | Angie Harmon      | Isabella Grothe                         |
| Batgirl / Barbara Gordon    | Tara Strong       | Christine Pappert                       |
| Der Joker                   | Mark Hamill       | Hans Sievers                            |
| Tim Drake                   | Dean Stockwell    | Holger Mahlich                          |
| Robin / Tim Drake           | Matthew Valencia  | Tobias Schmidt                          |
| Dee Dee-Zwillinge           | Melissa Joan Hart | Celine Fontanges & Katharina von Keller |
| Dana Tan                    | Lauren Tom        | Dagmar Dreke                            |
| Ghoul                       | Michael Rosenbaum | Martin Lohmann                          |
| Chucko                      | Don Harvey        |                                         |
| Bonk                        | Henry Rollins     | Marco Kröger                            |
| Harley Quinn                | Arleen Sorkin     | Micaëla Kreißler                        |
| Jordan Price                | Mark Hamill       | Lutz Schnell                            |

## Rezeption
Entertainment Weekly schreibt, der Film zeichne das Bild des Jokers als eine Mischung von „Schwung und Melodramatik“. Die später veröffentlichte Originalfassung beleuchte zudem noch mehr die dunklen Seiten des Verhältnisses von Joker und Batman zueinander. Fazit ist, der Film „mag animiert sein, ist aber sicher kein Cartoon.“ Bei Sun Newspapers meint man, Der Joker kommt zurück hätte ein großartiger Batman-Realfilm werden können.